# Astra Taylor
Astra Taylor (Winnipeg, Canadá 1979) es una directora de cine documental, escritora, activista y música canadiense-estadounidense. Es socia de la Fundación Shuttleworth implicada en el combate las prácticas predatorias en torno a la deuda.

## Biografía
Nació en Winnipeg provincia de Manitoba en Canadá y creció en Atenas y Georgia. No se escolarizó hasta los 13 años, cuando empezó el noveno grado. A los 16 años abandonó la escuela secundaria para asistir a clases en la Universidad de Georgia, en la que se hospedó durante un año antes de ir a la universidad estadounidense de Brown. Asistió a clases allí durante un año y se retiró definitivamente cuando cayó en cuenta de que la "desescolarización" era una elección que prevalecería a lo largo de su vida. Taylor ha enseñado sociología en la Universidad de Georgia y en SUNY New Paltz. Sus escritos han aparecido en numerosas revistas, incluyendo Dissent, n + 1, Adbusters, The Baffler, The Nation, Salon y The London Review of Books.
En 2013 y 2014, participó de algunos espectáculos del grupo musical Neutral Milk Hotel tocando la guitarra y acordeón.

## Activismo
Taylor participó del Occupy Wall Street Movement y fue la coeditora de Occupy!: Una gaceta inspirada en Occupy Wall Street. Trabajó en ella junto a Sarah Leonard de la revista Dissent y Keith Gessen de n+1.
El periódico cubrió el movimiento Occupy Wall Street en cinco aspectos puntuales en el primer año de la ocupación y fue antologizado más tarde por Verso Books.

## Vida personal
Taylor es hermana del pintor y activista por los derechos de las personas con discapacidad Sunny Taylor, y está casada con Jeff Mangum del grupo musical Neutral Milk Hotel. Es vegana y actualmente reside en Nueva York.

## Trabajos

### Películas
- Zizek!, 2005
- Examined Life, 2008
- What Is Democracy?, 2019

### Escritos
- Examined Life: Excursions with Contemporary Thinkers (editora), The New Press, 2009, ISBN 9781595584472[16]
- Occupy!: Scenes From Occupied América (coeditora), Verso, 2012, ISBN 9781844679409 .[17]
- The People's Platform: Taking Back Power and Culture in the Digital Age, Henry Holt and Company, 2014, ISBN 9780007525591. .[18]
- "The faux-bot revolution", in A Field Guide to The Future of Work, RSA Future Work Centre, 2018
- Democracy May Not Exist, but We'll Miss It When It's Gone, Metropolitan Books, 2019